# Christuskirche (Altenkirchen)

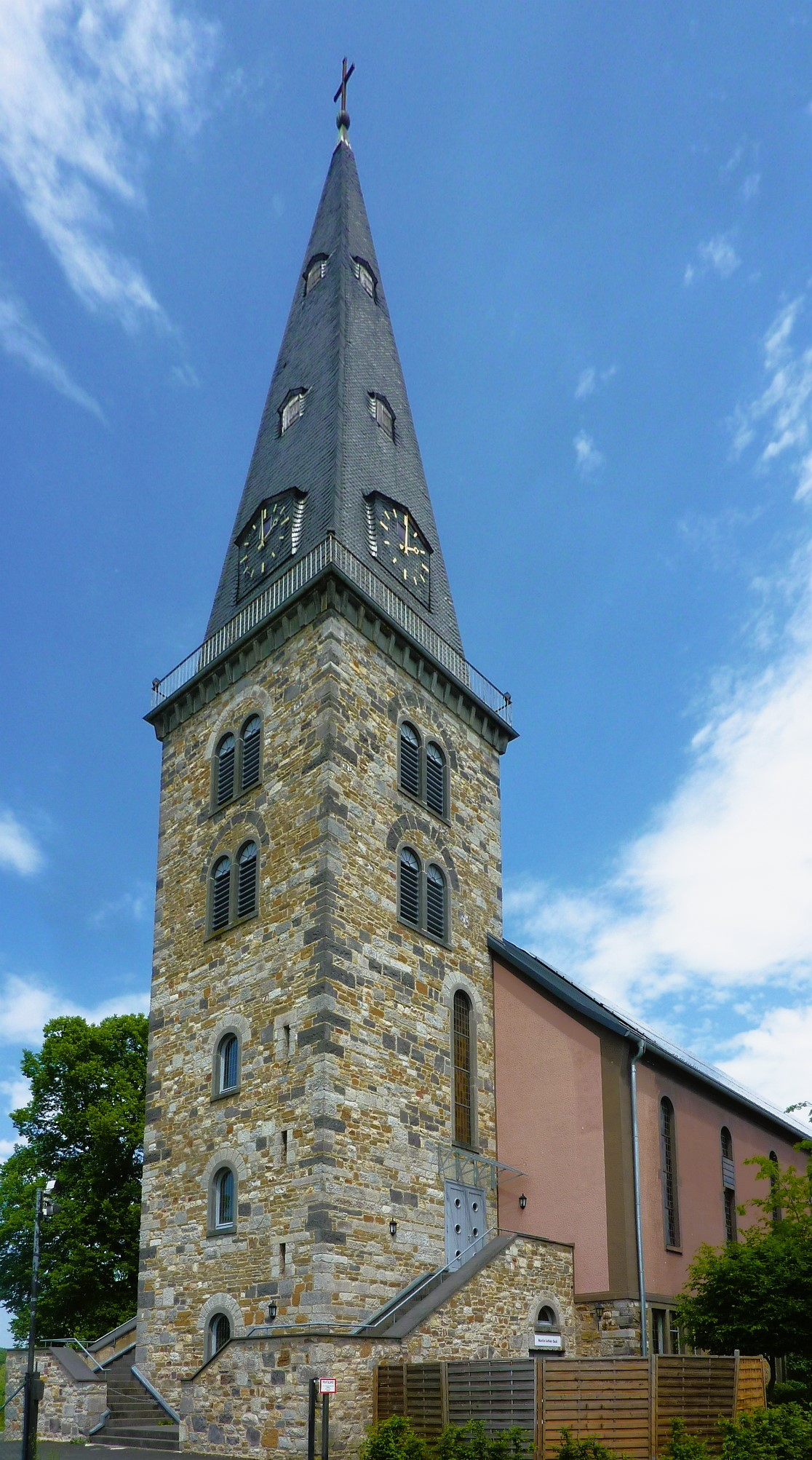
Christuskirche (Altenkirchen im Westerwald)

Die Christuskirche ist die evangelische Pfarrkirche von Altenkirchen (Westerwald) in Rheinland-Pfalz. Als Sitz des Kirchenkreises Altenkirchen gehört sie der Evangelischen Kirche im Rheinland an.

## Geschichte
Eine erste, in Holz errichtete Kirche bestand in Altenkirchen bereits in karolingischer Zeit, 1131 wurde sie dem Cassius-Stift in Bonn inkorporiert. Spätestens mit der Stadterhebung von Altenkirchen 1314 muss ein repräsentativer mittelalterlicher Kirchenneubau entstanden sein. In der Reformation wurde 1561 zunächst das lutherische Bekenntnis eingeführt, während die Übernahme der Grafschaft Sayn 1605 durch den reformierten Familienzweig zu einem weiteren Bekenntniswechsel führte. Mit dem Übergang an das Königreich Preußen erfolgte 1817 der Anschluss an die Evangelische Kirche der altpreußischen Union.

## Architektur
Schon nach dem Stadtbrand von 1728 fiel die Entscheidung zum Abbruch der mittelalterlichen Kirche, an deren Stelle schließlich 1822 ein Kirchenneubau nach Musterplänen des preußischen Architekten Karl Friedrich Schinkel trat. Dieser Kirchenbau  wurde am 23. April 1893 durch einen Großbrand zerstört und nachfolgend durch einen historistischen Neubau ersetzt, der am 6. Dezember 1894 eingeweiht wurde. Im Zweiten Weltkrieg wurde die Christuskirche am 25. März 1945 nahezu vollständig zerstört, der in Teilen erhaltene Kirchturm anschließend gesprengt. Der Nachkriegsbau, eine von einer Rasterdecke segmentbogig überspannte Saalkirche mit vorgestelltem Turmbau mit Spitzhelm, wurde am 27. September 1953 eingeweiht. Der Turm ist ein Chorturm, in dessen Untergeschoss sich der Altarraum befindet.

## Orgel
1955 erhielt die Christuskirche eine Orgel der Orgelbaufirma E. F. Walcker & Cie. in Ludwigsburg mit 33 Registern auf drei Manualen und Pedal. Bei der Renovierung der Orgel 1982 durch Detlef Kleuker in Bielefeld wurde die Disposition geändert und dabei die Zahl der Zungenregister auf sechs erweitert. Die Kirche besitzt ferner eine 1977 von der Orgelbaufirma Oberlinger in Windesheim erbaute Chororgel mit 6 Registern auf einem Manual und Pedal.